# Srpskoslavenski jezik
Srpskoslavenski jezik (srpskoslovenski) je naziv za jezik koji je koristio srednjovjekovni srpski jezik. Njegov utemeljitelj je bio Rastko Nemanjić, odnosno Sveti Sava, koji je početkom XIII. stoljeća izvršio prve kodifikacije i stvorio pisane norme. Jezik je nastao na osnovici srpske redakcije staroslavenskoga jezika. Jedine izmjene su nastale tijekom resavske škole (koja je zamijenila prijašnji zetsko-humski pravopis), a jezik je nestankom srpske državnosti i propao, očuvavši se jedino jedno vrijeme nakon propasti u Srba Prečana, u Ugarskoj i Habsburškoj monarhiji (Fruška gora), ali i u crnogorskim krajevima.
Srpskoslavenski jezik je napravio manji zaokret, pisan uvijek ćirilicom, koja se tako i uspostavila kao srpsko narodno pismo, a ne i glagoljicom, drugim slavenskim pismom.